# Ljubimowo (Kaliningrad)
Ljubimowo (Любимово, deutsch Wisdehnen) war ein Ort in der russischen Oblast Kaliningrad (Gebiet Königsberg (Preußen)). Die Ortsstelle liegt im Bereich des heutigen Munizipalkreises Rajon Bagrationowsk (Stadtkreis Preußisch Eylau).

## Geographische Lage
Die Ortsstelle von Ljubimowo resp. Wisdehnen liegt im südlichen Westen der Oblast Kaliningrad, 14 Kilometer nordöstlich der einstigen Kreis- und heutigen Rajonshauptstadt Bagrationowsk (deutsch Preußisch Eylau).

## Geschichte
Das seinerzeitige Wissedam wurde im Jahre 1419 erstmals urkundlich erwähnt. Der kleine Gutsort hieß nach 1419 Weßdehnen, nach 1771 Wesdehnen und nach 1820 bis zum Jahre 1950 Wisdehnen.
Im Jahre 1874 wurde der Gutsbezirk Wisdehnen in den neu gebildeten Amtsbezirk Abschwangen (russisch Tischino) im ostpreußischen Kreis Preußisch Eylau eingegliedert. Am 17. Juli 1905 gab Wisdehnen Teile an den Gutsbezirk Schultitten (russisch Strelnja) ab. Im Jahre 1910 zählte Wisdehnen 67 Einwohner.
Am 30. September 1928 gab der Gutsbezirk Wisdehnen seine Eigenständigkeit auf und schloss sich mit dem Gutsbezirk Bönkeim zur neuen Landgemeinde Bönkeim (russisch Iljuschino) zusammen.
Als 1945 in Kriegsfolge das gesamte nördliche Ostpreußen an die Sowjetunion fiel, betraf das auch Wisdehnen. Zwar behielt der Ort seinen deutschen Namen bis zum Jahre 1950, als er in „Ljubimowo“ umbenannt wurde. Jedoch wurde er bereits 1947 in den Gwardeiski selski Sowet (Dorfsowjet Gwardeiskoje (Mühlhausen)) eingegliedert. Anfangs noch besiedelt, wurde der Ort jedoch mehr und mehr aufgegeben, ja bereits lange vor 1975 verlassen. Heute gilt er offiziell als untergegangen. Seine Ortsstelle liegt im Gebiet des Rajon Bagrationowsk (Stadtkreis Preußisch Eylau) in der Oblast Kaliningrad der Russischen Föderation.

## Religion
Bis 1945 war Wisdehnen in den Sprengel Abschwangen im evangelischen Kirchspiel Almenhausen/Abschwangen in der Kirchenprovinz Ostpreußen der Kirche der Altpreußischen Union eingepfarrt.

## Verkehr
Die kaum noch erkennbare Ortsstelle von Ljubimowo resp. Wisdehnen ist über Landwege von der kommunalen Nebenstraße 27K-172 bei Iljuschino (Bönkeim) aus zu erreichen.